# Ірано-кубінські відносини
Дипломатичні відносини між Республікою Куба й Ісламською Республікою Іран (ІРІ) характеризуються активною співпрацею в економічній та дипломатичній сферах, є дружніми. Іран має позитивний торговий баланс із Кубою. Обидва уряди підписали документ щодо зміцнення співпраці в Гавані в січні 2006. Колишній президент Ірану Махмуд Ахмадінежад назвав відносини між Іраном і Кубою «продуктивними та прогресивними» протягом останніх трьох десятиліть.
Куба та Іран спільними зусиллями протистоять політиці санкцій США щодо обох держав. Країни співпрацюють у галузі медицини та озброєнь. Куба допомогла Ірану побудувати генетичну лабораторію.
У січні 2006 Іран та Куба розширили співпрацю у торговельній, банківській, сільськогосподарській сферах, в галузі охорони здоров'я та культури. Обидві країни заявили, що вони розширюватимуть співпрацю у сфері цукрової промисловості, рибальства, біотехнологій, спорту, транспорту, проектів розвитку, інвестицій, туризму, інформаційних технологій, комунікацій та водних ресурсів. У 2006 обсяг торгівлі між двома країнами сягнув 5 млн. доларів США.
У 2008 Іран надав Кубі кредитну лінію на 200 млн. євро для кількох проектів. Більшість цих коштів було витрачено на осучаснення залізничної системи Куби.
Куба підтримує програму Ірану з розвитку ядерних технологій у мирних цілях. Обидві країни заявили про свою участь у русі щодо нерозповсюдження ядерної зброї.